# Hendrik Kerstens
Hendrikus IJsbrandus Daniël (Hendrik) Kerstens (Den Haag, 24 maart 1956) is een Nederlandse fotograaf en beeldend kunstenaar, gespecialiseerd in de portretfotografie. Hij is autodidact en verwierf vooral bekendheid door zijn vrije werk. Zijn foto's worden gekarakteriseerd door monumentale portretten van zijn dochter Paula.

## Biografie
Na een carrière in de culinaire wereld begon Hendrik Kerstens in het midden van de jaren '90 met fotograferen. In zijn vroege jaren produceerde hij foto's aan de hand van verschillende analoge technieken die hij zichzelf aanleerde. Daarnaast ontwikkelde hij een voorliefde voor het fotograferen van zijn dochter Paula en legde hij verschillende momenten uit haar leven vast. Naarmate Paula ouder werd, veranderde zijn foto's van documentaire snapshots naar autonome en artistieke kunstwerken waar tot op heden opvallende hoofddeksels een belangrijke plaats innemen.

## Foto's

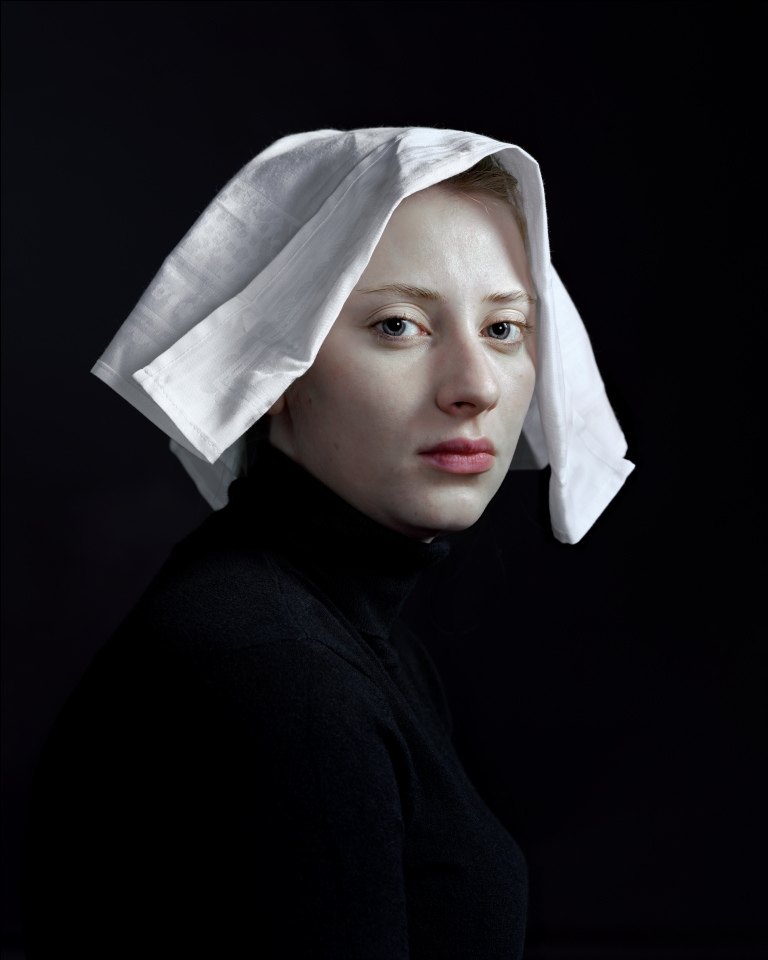
Portret van Paula Kerstens door Hendrik Kerstens

Tegenwoordig werkt Hendrik Kerstens digitaal. Volgens kunsthistorici en -liefhebbers springen zijn foto's in het oog door het typische lichtgebruik en een minimale scherptediepte. De kunstwerken worden door critici gezien als echo's uit de traditionele schilderkunst. Zo doet het portret Bag (waar Paula een witte plastic zak op haar hoofd draagt) volgens de Nederlandse schrijver Joost Zwagerman denken aan de portretten van Frans Hals (1582-1666). Andere kunsthistorici stellen dat de foto Red Turban herinneringen oproept aan de kunstwerken van Jan van Eyck (c. 1390-1441). Door moderne materialen (zoals plastic zakjes en blikjes) als accessoires te gebruiken, tracht Kerstens de traditie met de moderniteit te verzoenen en maatschappelijke problemen (zoals het overmatige gebruik van plastic) op een ironische manier op de kaart te zetten.
Naast zijn vrije werken maakt Kerstens ook portretten in opdracht voor onder meer The New York Times Magazine. Zo fotografeerde hij onder andere regisseur Michael Haneke (2007), kunstenares Marlene Dumas (2008) en acteur Alec Baldwin (2011).

## Waardering
Zowel zijn commissie- als zijn vrije werken werden in het verleden bekroond met verschillende prijzen. De foto Bag werd bijvoorbeeld onderscheiden met de Taylor Wessing British Photographic Portrait Prize of the National Gallery (2008). Vervolgens inspireerde de Bag modeontwerper Alexander McQueen tot zijn modeshow The Horn of Plenty uit het najaar van 2009. Daarnaast won Kerstens met zijn reeks posters, die hij in 2010 voor de Bayerische Staatsoper in München ontwierp, de prijs voor Beste Plakette des Jahres. Verder verwierf Kerstens een Amerikaanse Lucie Awards (2013) voor zijn serie The Modern Masterpiece die hij voor de Harper's Bazaar produceerde. De foto's van Kerstens worden ook regelmatig tentoongesteld in internationale musea en opgenomen in (privé)collecties. 

## Persoonlijk Leven
Hendrik Kerstens woont en werkt in Amsterdam.

## Publicaties (selectie)
De volgende boeken en catalogi verwijzen naar het werk van Hendrik Kerstens:
- Barnes, Martin e.a. Hendrik Kerstens: Paula – Silent Conversations. Antwerpen: Ludion, 2013. - ISBN 9789029589888
- Foam. Dutch Seen – New York Rediscovered. New York: Museum of the City of New York, 2009. - ISBN 9789490022037
- Howgate, Sarah e.a. 21st Century Portraits: a Compendium of the National Portrait Gallery. Londen: National Portrait Gallery, 2014. - ISBN 9781855144163
- Ryan, Kathy e.a. The New York Times Magazine Photographs. New York: Aperture, 2011. - ISBN 9781597111461
- Sinsheimer, Karen e.a. Portrayal-Betrayal: Santa Barbara Museum of Art: Photographic Portraits from the Permanent Collection. Santa Barbara: Santa Barbara Museum of Art, 2012. - ISBN 9780899511146
- Van den Heuvel, Maartje e.a. Hendrik Kerstens: Paula. Deventer: Thieme Art Publishers, 2010. - ISBN 9789078964384
- Van den Heuvel, Maartje (ed.) Self-Reflective. Hendrik & Paula Kerstens. Zwolle: W Books, 2023. - ISBN 9789462585577
- Zwagerman, Joost. “De Dingen de Baas: De Schoonheid van een Stukje Plastic.” In De Stilte van het Licht: Schoonheid en Onbehagen in de Kunst, p. 153-158. Amsterdam: De Arbeiderspers, 2015. - ISBN 9789029589888

## Kunstcollecties (selectie)
- Bijzondere Collecties en Digital Collections van de  Universitaire Bibliotheken Leiden - Nederland
- The Caldic Collection - Wassenaar - Nederland
- Santa Barbara Museum of Art - VS
- Museum of Photographic Arts - San Diego - VS
- Sir Elton John Collection - Londen - VK
- Alexander McQueen Collection - Londen - VK

## Onderscheidingen (selectie)
- PANL Award of the Netherlands (2001)
- Taylor Wessing Prize of the National Portrait Gallery (2008)
- LeadAward Medaillen, Porträtfotografie des Jahres (2010)
- Lucie Award for the Best Fashion Layout of the Year (2013)